# Флаг Чишминского района
Флаг муниципального района Чишми́нский район Республики Башкортостан Российской Федерации. — опознавательно-правовой знак, служащий официальным символом муниципального образования.
Флаг утверждён 17 июля 2006 года и внесён в Государственный геральдический регистр Российской Федерации с присвоением регистрационного номера 3249, а также в Государственный регистр символики в Республике Башкортостан под номером 063.

## Описание
«Прямоугольное полотнище с соотношением ширины к длине 2:3, состоящее из семи волнистых полос сверху вниз: синего, белого, синего, белого, синего, белого и зелёного цветов, ширина которых составляет: нижней полосы — 1/9, белых и синих полос (кроме верхней) по 1/20 ширины полотнища. На верхней синей полосе у древка — журавль белого цвета с клювом красного цвета, взлетающий к расположенному в крыже кругу жёлтого цвета».

## Обоснование символики
Флаг, разработанный на основе герба района, олицетворяет преемственность поколений, уважение к историческому и культурному наследию, заботу о сохранении природных богатств и разумном их использовании. В районе имеются уникальные памятники истории: древние поселения, курганы, мавзолей Турахана. Далеко за пределами России известен возведённый в 1344 году мавзолей Хаджи Хусейнбека — одного из первых проповедников исламской религии среди башкир.
Главной фигурой флага является устремлённый ввысь журавль, олицетворяющий движение вперёд. Расправленные крылья обозначают уверенность, свободолюбие, независимость, а также радушие и гостеприимство. Острый, направленный вверх клюв говорит о способности постоять за себя и за тех, кого он защищает.
Основные цвета флага — синий, зелёный и белый — являются цветами Государственного флага Республики Башкортостан, что подчёркивает территориальную принадлежность Чишминского района к Республике Башкортостан.
Лазоревый (синий) цвет символизирует высокую духовность народа, его богатую историю и сегодняшний созидательный труд. Лазоревый цвет символизирует также красоту и величие чишминской земли, с любовью воспетой славным её сыном — народным поэтом Башкортостана Мустаем Каримом.
Над головой журавля изображён золотой диск солнца, освещающего и согревающего все живое на земле. Золотой цвет означает богатство и знатность, справедливость и милосердие.
Через зелёный цвет и три серебряные волнистые линии, разделяющие синюю и зелёную полосы, переданы природные богатства края: Шингак-Кульский степной дендропарк, озёра Акманай, Шингак-Куль, Коряжное, красавица река Дёма, а также изобилие, плодородие полей.
Серебряный (белый) цвет — символ веры, благородства, чистоты намерений и помыслов.